# Juan Pedro López (pintor)
Juan Pedro López (Caracas, Venezuela, 23 de junio de 1724-15 de agosto de 1787) fue un pintor, escultor y dorador colonial venezolano. 

## Biografía
Nació en Caracas. Hijo legítimo de José López González y de María Domínguez, naturales de la isla de Tenerife. Contrajo matrimonio con Juana Antonia Delgado, natural de Tacoronte, isla de Tenerife, en febrero de 1750, con quien procreó doce hijos, pero ninguno se dedicó a los oficios artísticos. 
Las primeras referencias documentales sobre su trabajo pictórico se inician en 1751, cuando pinta un cuadro del Bautismo de Cristo para el baptisterio de la iglesia parroquial de Nuestra Señora de la Candelaria (Caracas), hoy perdido. En 1752 la cofradía de Nuestra Señora de la Guía de la iglesia de San Mauricio (Caracas) le encargó dieciséis cuadros sobre la Historia de la vida de la Virgen María. De esta serie solo se conservan trece en la iglesia de San Francisco de Caracas y dos en colecciones privadas.
Entre 1754 y 1756 habría pintado varios cuadros para el retablo mayor de la sacristía de la Catedral de Caracas. Estas obras aún se conservan en la Catedral: San Miguel, San Rafael, San Gabriel, El ángel custodio, El martirio de san Bernabé Apóstol, la Inmaculada Concepción, San Juan Nepomuceno, San Pedro Apóstol, Santa Rosa de Lima y San Pablo Apóstol.
En 1756 participó como tasador de pintura en la testamentaría del presbítero Fausto Julián de Milla en La Guaira (Venezuela), labor que repite en numerosas ocasiones durante su vida. En 1760 pinta un cuadro que representa a Nuestra Señora de la Luz, al dorso de la pieza se lee: “Fue pintada p. Juan Pedro Lópes / año de 760.” Es una de las pocas piezas firmadas.
En agosto de 1765 compró una casa, ubicada en la parte posterior del convento de Nuestra Señora de la Merced, en la que vivió y tenía su taller. Esta casa fue demolida a inicios del siglo XX.
En 1769 modeló la Estatua de la Fe, que aún corona la torre de la Catedral de Caracas, fundida en bronce por Luis Antonio Toledo. Al año siguiente le aplicó pintura y dorado.
En 1771 se hizo cargo de dorar el retablo de la Orden Tercera de San Francisco, tallado por Domingo Gutiérrez, que aún se conserva en la Iglesia de San Francisco de Caracas. Esta misma labor de dorado la realiza en 1777 en los retablos de San Jorge, el de Nuestra Señora de la Antigua, el de Santa Rosa, el de San Miguel, el de las Benditas ánimas del Purgatorio, todos en la Catedral, en 1777. En 1781 su hija Ana Petrona contrajo nupcias con el músico Bartolomé Bello, de ese matrimonio nació su nieto Andrés Bello López. 
En 1786 el dorador Pablo José Malpica solicitó que se nombrara a los pintores Juan Pedro López y a Antonio José Landaeta, como tasadores del dorado de tres retablos que Malpica había dorado para la iglesia de la Santísima Trinidad (Caracas) y cuyo costo estaba en litigio con el doctor Benito de Pasos y Varela, litigio que finalizó a favor de Malpica. En los documentos del litigio se explica que López era el “pintor del mejor crédito y más continua práctica en esta ciudad”.
El 15 de agosto de 1787 otorgó su testamento, en el que solicitó ser sepultado en la iglesia del convento de Nuestra Señora de la Merced, amortajado con el hábito mercedario. Al día siguiente fue sepultado. Nombró como albaceas a su hijo el presbítero José Ambrosio y a su yerno Bartolomé Bello; y como herederos a sus siete hijos aún vivos. Su viuda falleció en 1806.
El historiador del arte Alfredo Boulton le atribuyó 141 pinturas. Mientras Carlos Federico Duarte le adjudica 7 tallas, el dorado de 7 retablos y 188 pinturas, de las que solo 3 están firmadas. 
Su estilo pictórico refleja cierta influencia de la pintura rococó española. Según la historiadora del arte venezolano Janeth Rodríguez Nóbrega, “Su estilo pictórico es propio del Barroco tardío, con cierta influencia de artistas novohispanos, como Miguel Cabrera. Sus figuras se caracterizan por sus rostros dulces y serenos, con un color armonioso y claro, soltura del dibujo y correcta composición. La obra de López contó con numerosos seguidores que copiaron sus imágenes con mayor o menor fortuna.”

## Colecciones
Sus obras se conservan en:
- Galería de Arte Nacional, Caracas
- Museo de Arte Colonial de Caracas Quinta de Anauco, Caracas
- Iglesia de San Francisco, Caracas
- Catedral de Caracas
- Denver Art Museum
- Museum of Fine Arts, Boston

## Galería de obras

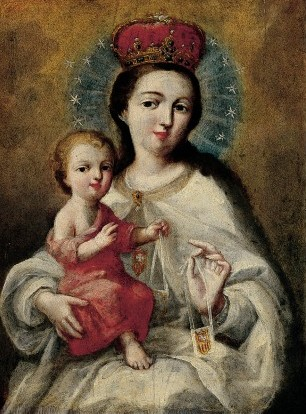
Nuestra Señora de la Merced,  ca. 1767. óleo sobre madera de cedro, 41.6 x 30.6 cm. Galería de Arte Nacional, Caracas
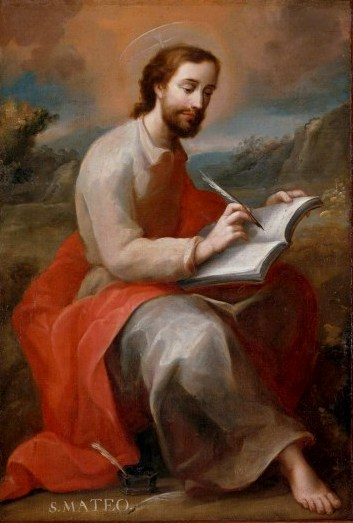
San Mateo, siglo XVIII.  óleo sobre tela, 131 x 89 cm. Denver Art Museum
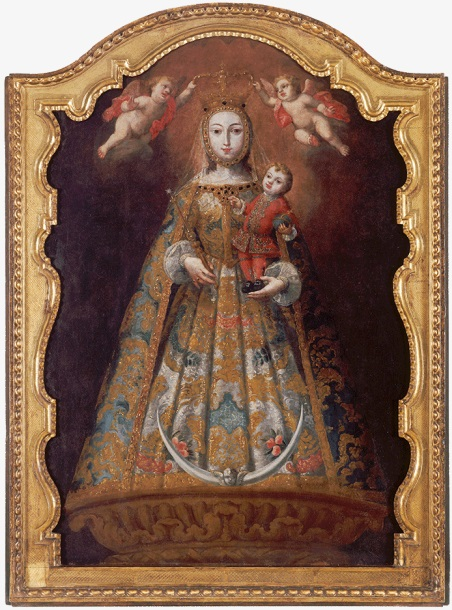
Nuestra Señora de la Guía, siglo XVIII. óleo sobre madera de cedro, 102 x 70 cm, Museum of Fine Arts, Boston
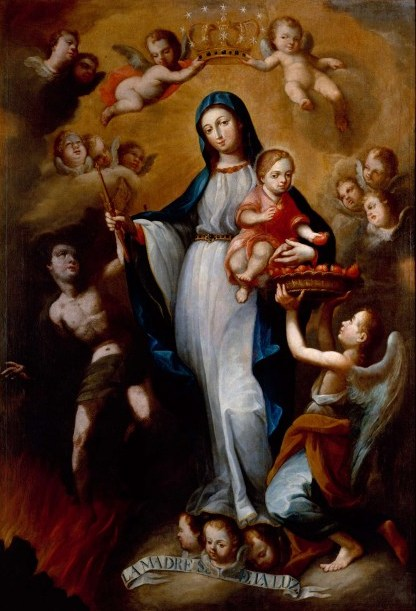
Nuestra Señora de la Luz, siglo XVIII.
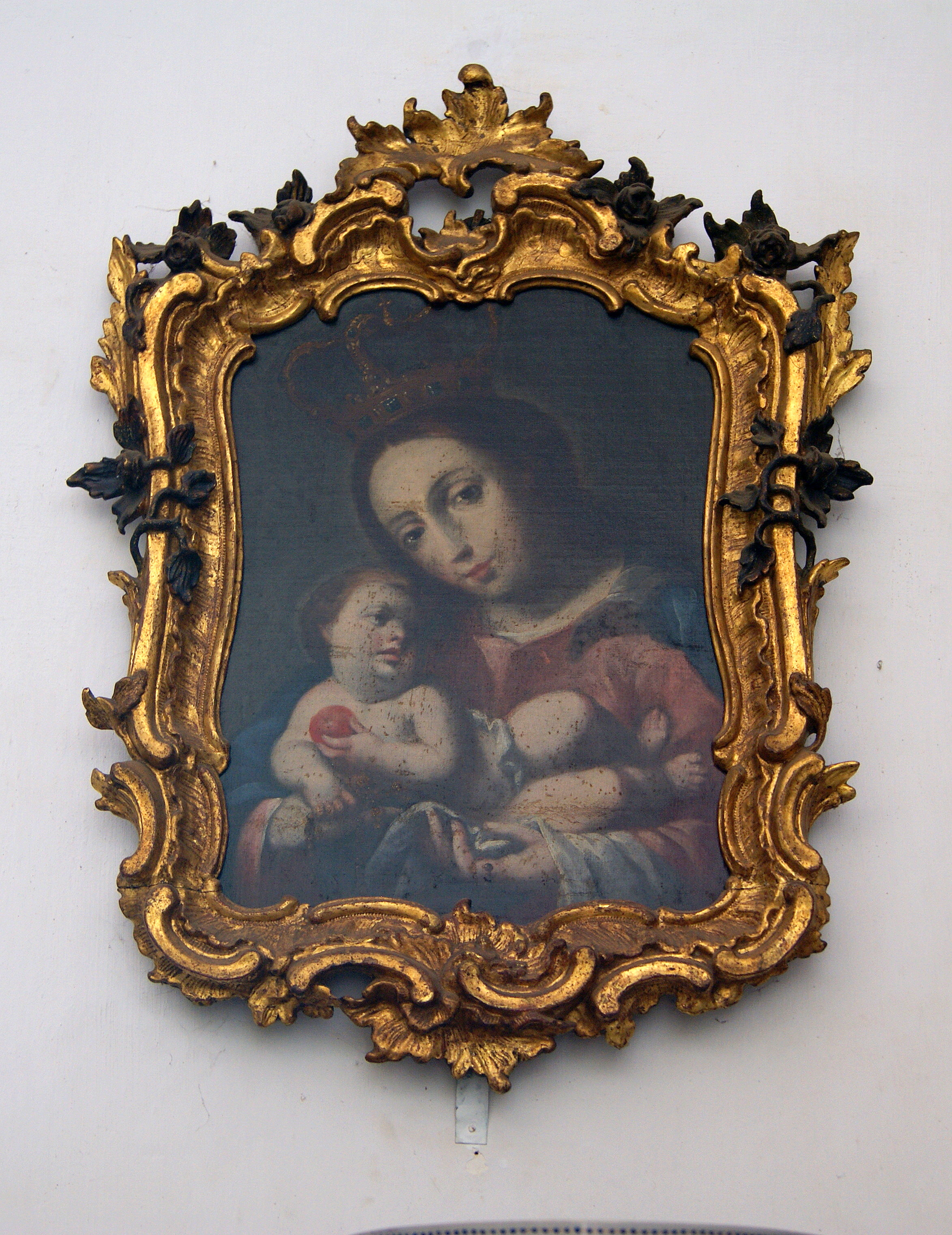
Atribuido a Juan Pedro López, Virgen del Rosario, siglo XVIII. Museo de Arte Colonial de Caracas
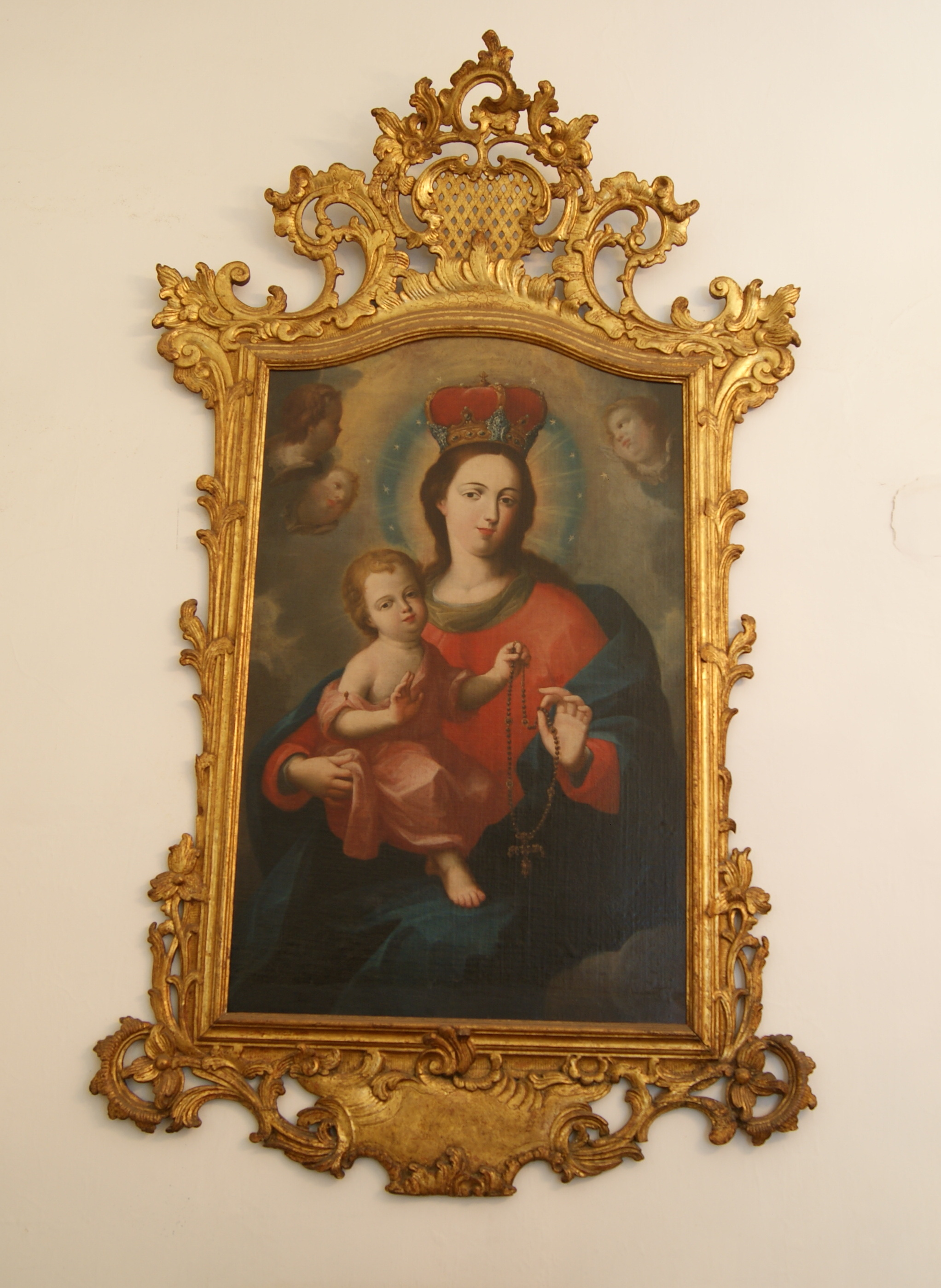
Atribuido a Juan Pedro López, Virgen del Rosario, siglo XVIII. Museo de Arte Colonial de Caracas
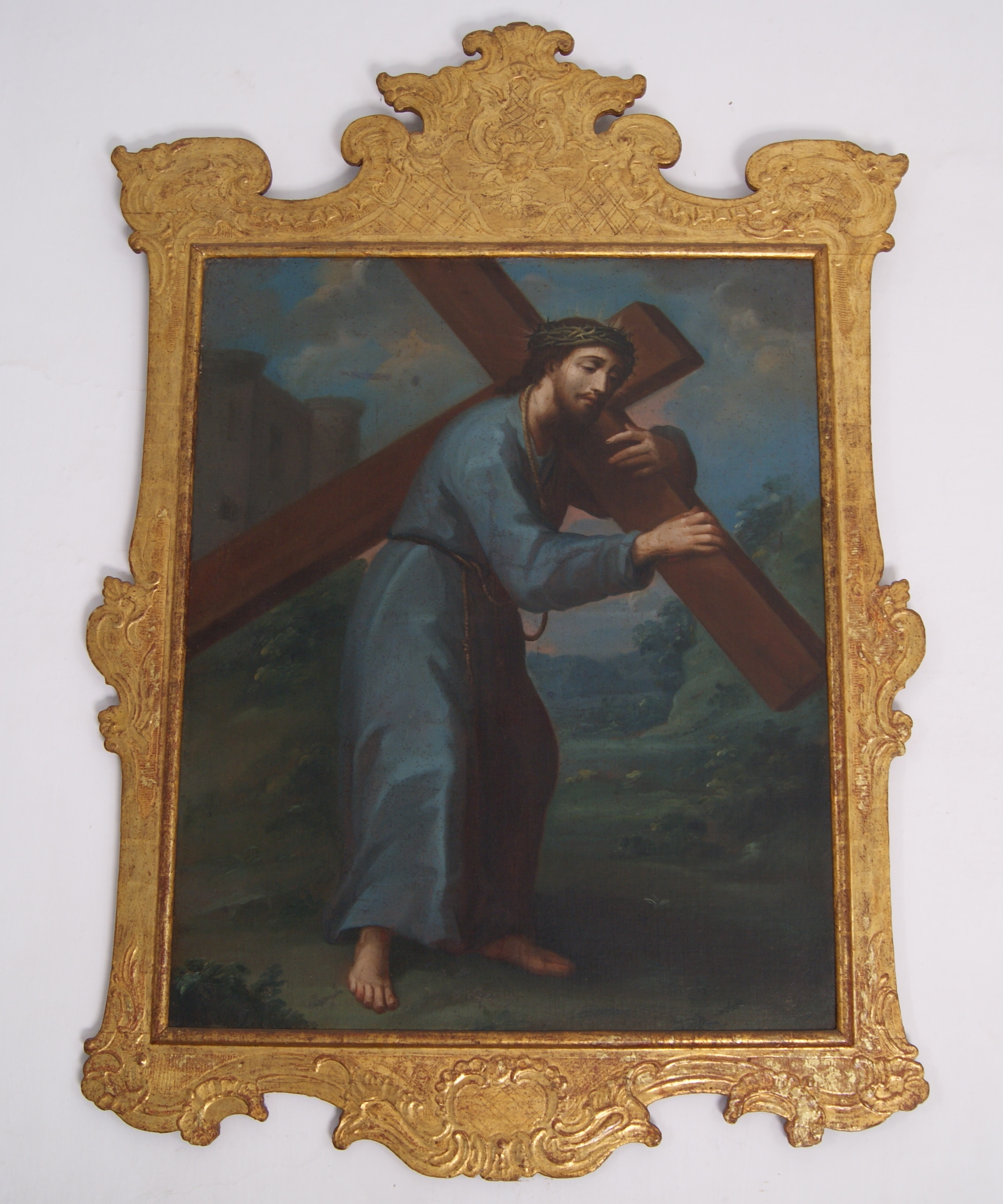
Atribuido a Juan Pedro López, Nazareno camino al Calvario, siglo XVIII. Museo de Arte Colonial de Caracas
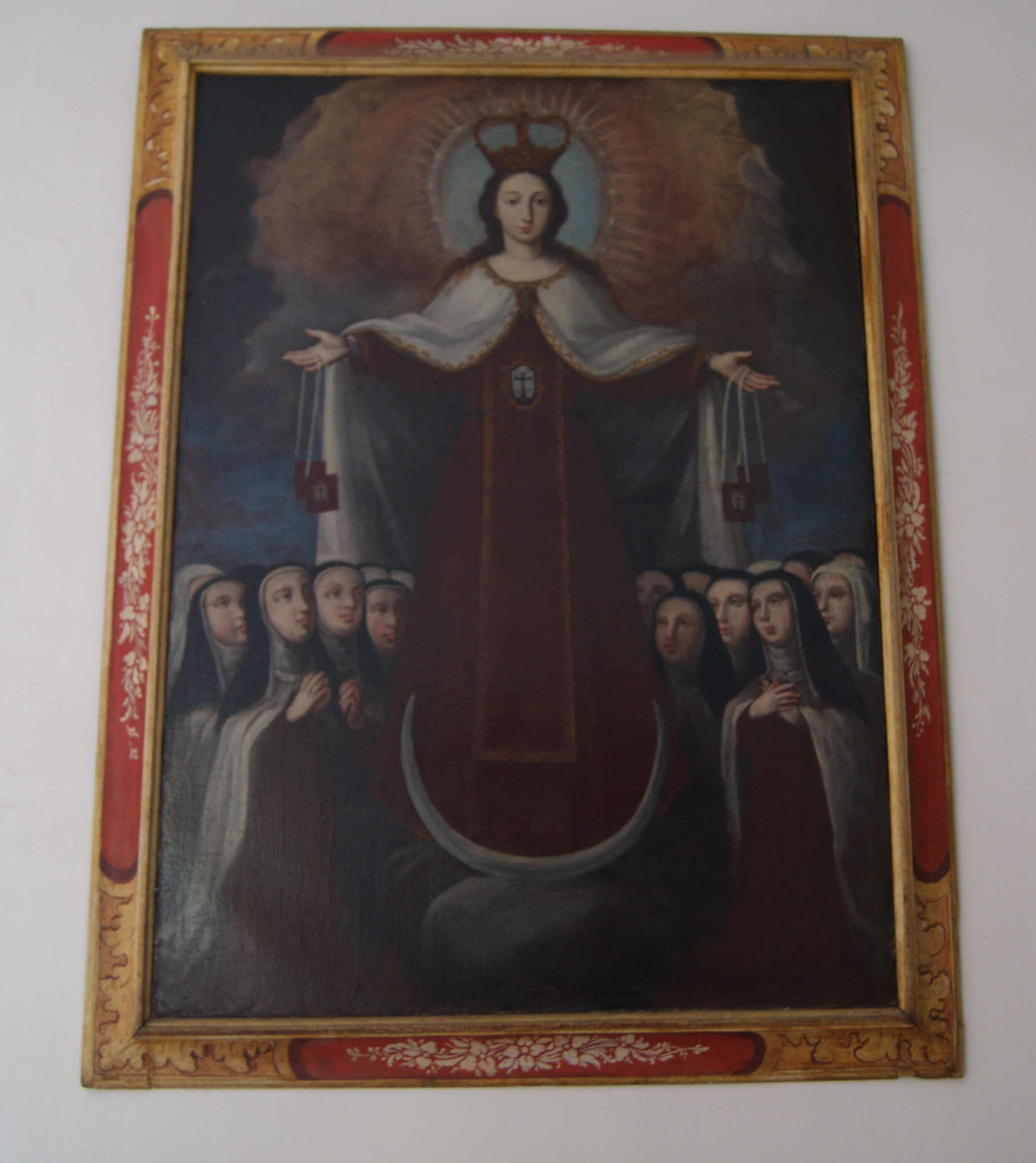
Atribuido a Juan Pedro López, Patrocinio de la Virgen del Carmen, siglo XVIII. Museo de Arte Colonial de Caracas
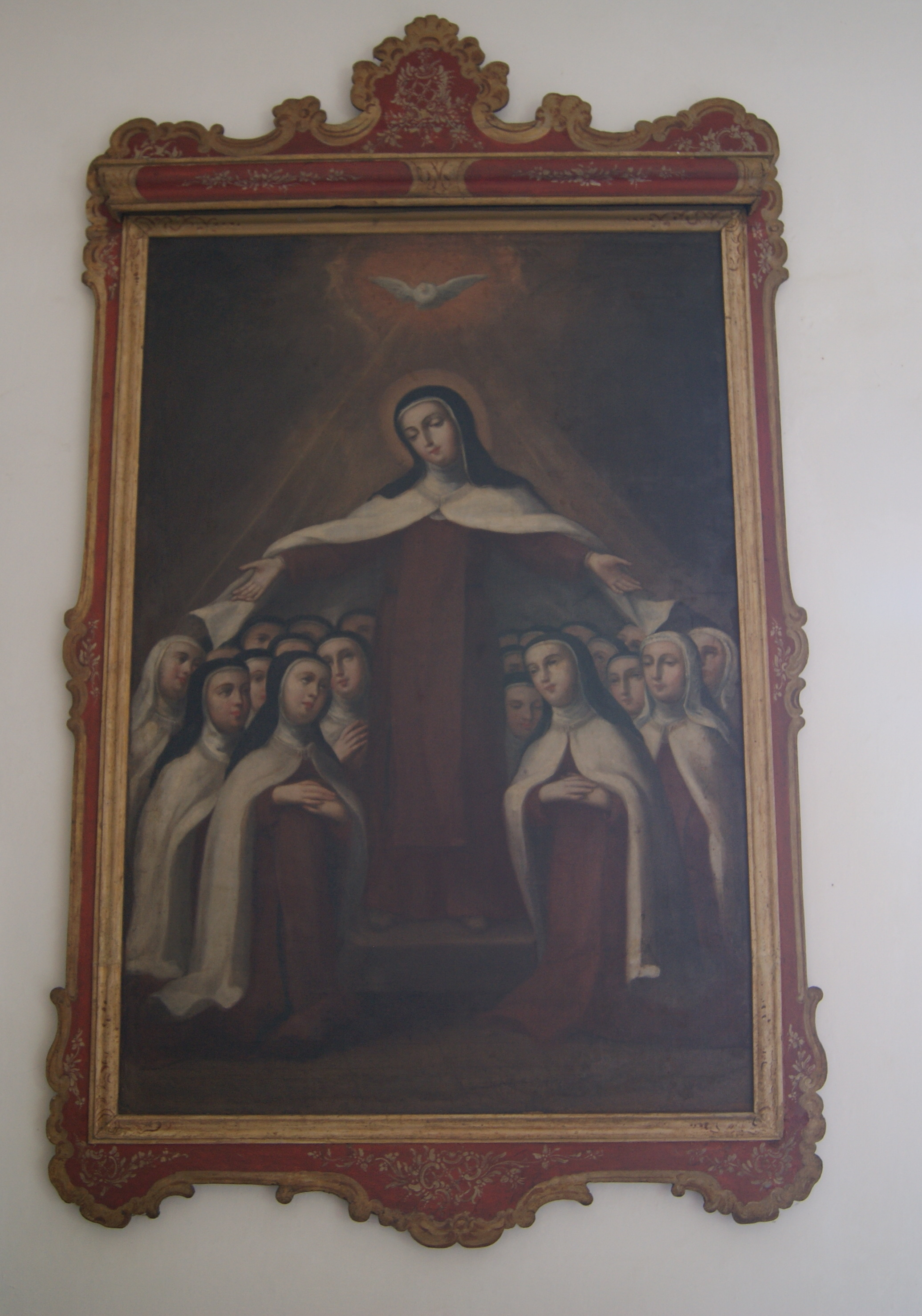
Atribuido a Juan Pedro López, Patrocinio de Santa Teresa de Jesús, siglo XVIII. Museo de Arte Colonial de Caracas
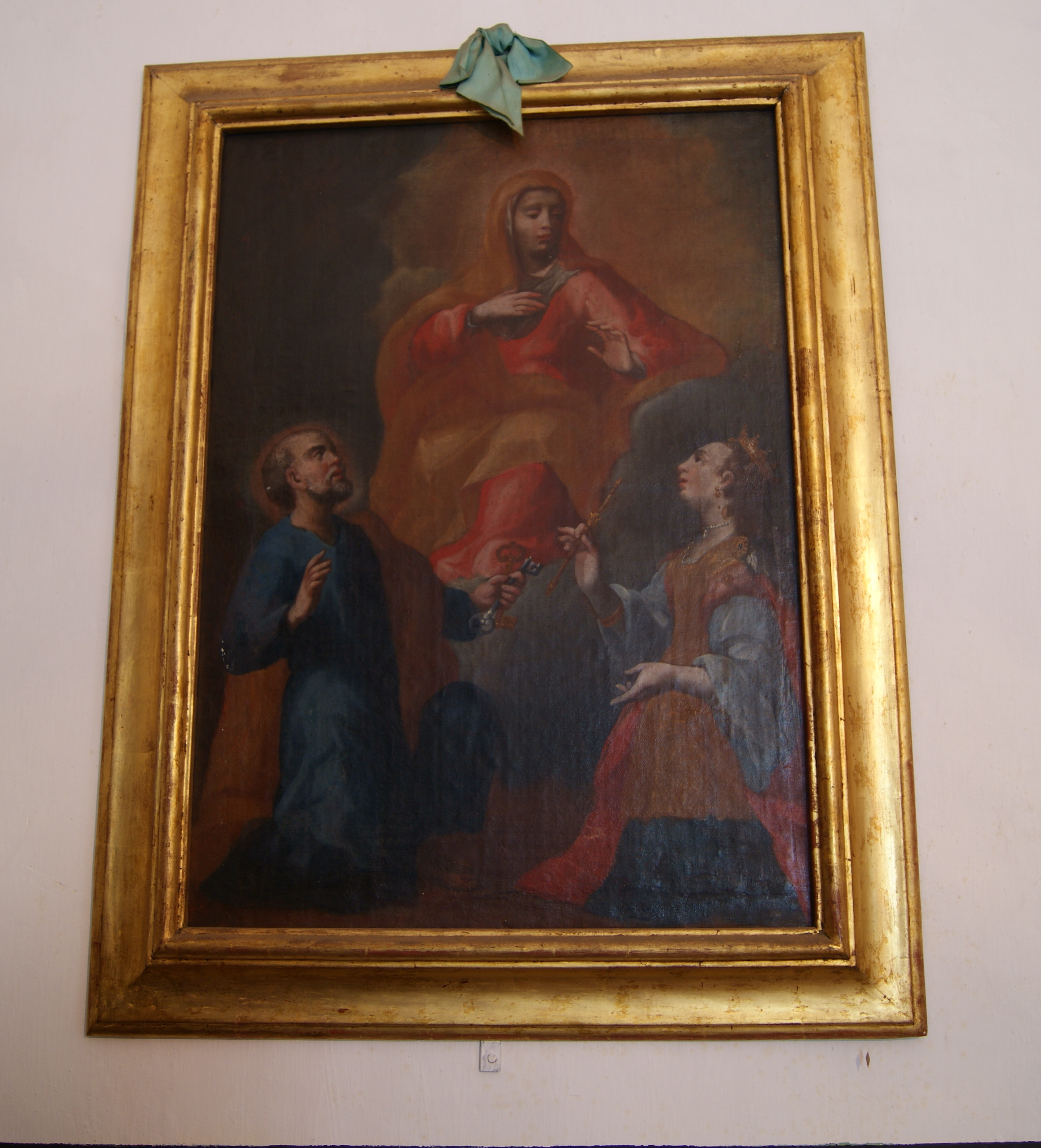
Atribuido a Juan Pedro López, San Pedro, Santa Ana y Santa Isabel, siglo XVIII. Museo de Arte Colonial de Caracas